# Fernando Paniagua
Fernando Paniagua Marchena (Nicoya, 9 settembre 1988) è un ex calciatore costaricano, di ruolo centrocampista.

## Carriera

### Club
Paniagua ha giocato con la maglia del Saprissa dal 2008 al 2013. A gennaio 2013, si è trasferito al Santos de Guápiles, formazione per cui ha debuttato il 3 febbraio, nel pareggio per 1-1 sul campo del Belén.
A fine stagione, è stato messo sotto contratto dall'Universidad de Costa Rica (UCR). Ha esordito in squadra il 12 agosto 2013, nel pareggio a reti inviolate contro il Cartaginés. Il 20 ottobre successivo, ha realizzato la prima rete per l'UCR: sancendo la vittoria per 0-1 sul campo del Belén.
Il 7 marzo 2014 è stato ingaggiato dallo Start. Si è impegnato col nuovo club con un contratto triennale. Il 28 marzo 2015, ha rescisso l'accordo che lo legava allo Start. Successivamente è tornato in patria. A febbraio 2016 si è ritirato dall'attività agonistica.